# دوست‌دختر (فیلم ۱۹۸۸)
دوست‌دختر (اسپانیایی: La Amiga‎) فیلمی آرژانتینی-آلمانی در سبک درام تاریخی به کارگردانی ژانین میراپفل است که در سال ۱۹۸۸ منتشر شد. از بازیگران آن می‌توان به لیو اولمان اشاره کرد.